# 대니얼 아마티
대니얼 아마티(영어: Daniel Amartey, 1994년 12월 21일 ~ )는 현재 쉬페르리그의 소속팀인 베식타시에서 활약하고 있는 가나의 축구 선수이다.
아마티는 가나의 클럽 인터네셔널 앨리스에서 축구 생활을 시작했으며 당시 유르고르덴의 감독 마그누스 페흐르손의 눈에 띄어 아마티가 18살이 되던 해에 유르고르덴으로 이적하게 된다. 이후 아마티는 2014년 덴마크의 명문 구단인 코펜하겐으로 이적하게 된다.
2016년 1월 22일, 아마티는 겨울 이적 시장을 통해 레스터 시티와 4년 반 계약을 채결했다.